# 대정성지
대정성지(大靜城址)는 대한민국 제주특별자치도 서귀포시 대정읍 안성리에 있는 조선시대의 성 터이다. 1971년 8월 26일 제주특별자치도의 기념물 제12호로 지정되었다.

## 개요
읍성이란 군이나 현의 주민을 보호하고, 군사적·행정적인 기능을 함께 하는 성을 말한다.
조선 태종 16년(1416) 제주도의 행정 구역 정비로 대정현이 설치되고, 2년 뒤에 현감 유신이 백성을 보호하기 위해 읍성을 축조했다. 이 읍성은 산과 계곡을 끼고 있는 일반적인 읍성과는 달리 집과 밭들 사이에 만들어져 있다.
성벽의 둘레는 약 1614m이고, 높이는 약 5.1m이다. 지금은 성벽 안에서 군데군데 옛 모습을 볼 수 있으며, 성문은 동·서·남문 3개만 설치되고 북문은 처음부터 만들지 않았다. 이곳을 중심으로 관아와 창고들이 있었으며, 이 지역 방어를 위하여 10여 곳에 봉수대를 설치해 먼 곳에 외적의 침입을 알렸다.
대정성지 안에 보성초등학교와 서귀포 김정희 유배지가 있다.

## 같이 보기
- 보성초등학교
- 서귀포 김정희 유배지 - 사적 제487호

## 참고 자료
- 대정성지 - 국가유산청 국가유산포털